# Pierre Tchicaya de Boaempire
Pour les articles homonymes, voir Tchicaya.
Pierre Tchicaya de Boaempire est un pasteur protestant, écrivain, compositeur et homme politique congolais, né le 24 octobre 1894 à Douala au Cameroun français et mort le 14 octobre 1964 à Pointe-Noire.

## Biographie
À partir des années 1890, à cause d'une grande famine et d'une épidémie dévastatrice de variole, certains sujets du roi de Loango émigrèrent vers l'État indépendant du Congo, Libreville au Gabon, Dakar au Sénégal, Conakry en Guinée ou Grand-Bassam, la première capitale de Côte d'Ivoire.
Les parents de Pierre Tchicaya émigrèrent à Douala au Cameroun. Il naît et est baptisé dans ce pays par les américains de l'église réformée.
Il milite pour l'établissement de celle-ci à Pointe-Noire. La Mission Evangélique Suédoise y arrive en 1933 avec quelques fidèles Baloumbou en provenance de Loubetsi, localité située dans le bassin de la rive droite du Haut-Kouilou en pays Niari. Cette mission érige le temple protestant de Mvou-Mvou. Pierre Tchicaya de Boaempire  en fut le premier catéchiste et enseignant de l’école protestante, située en annexe. Cette mission prospéra avec l’arrivée dans l’agglomération urbaine africaine des fidèles Beembe venus de Kolo et Yaka d’Indo.
Pierre Tchicaya de Boaempire, commis d'administration de profession, est, avec Emmanuel Damongo-Dadet, le père de la littérature moderne congolaise. Il a commencé à produire des œuvres littéraires à partir de 1937,,,,.
Nationaliste, il est également le premier autochtone à écrire en vili, une langue essentiellement orale, parlée dans la région côtière de la République du Congo afin de mettre en valeur les us et coutumes de cette culture. Il a notamment composé et écrit des proverbes et des cantiques, notamment à l'occasion de sa mission pastorale.
Pierre Tchicaya, qui porte le titre de Mamboma Tchi Loango (sorte de premier ministre du Royaume de Loango) est par ailleurs le cousin de Jean Félix-Tchicaya, le premier parlementaire congolais à l'assemblée constituante de 1945. Il sera un des candidats malheureux à cette élection en recueillant la huitième place du second collège réservé aux autochtones,.
Il échouera également aux élections législatives du 2 janvier 1956 à l'Assemblée nationale française, remportée de justesse par Jean-Felix Tchicaya devant Jacques Opangault.
Sur le sens de son alias, Boaempire, il déclarait : « C’est le boa qui entoure ». Une autre explication serait que "Bon Empire" se référerait à la bannière impériale française. Cela n'a beaucoup aidé à asseoir son assise électorale auprès des autochtones.
Il est le père de deux fils. Le premier est connu comme Tam Si (raconte son pays). Ce nom rappelle celui du poète Tchicaya U Tam'si. En apprenant que son neveu Gérald se rendait en France pour ses études, Pierre Tchicaya lui aurait dit « Toi, tu t'en vas en France, il faut que tu parles de ton pays ». Ce serait donc pour rendre hommage à son oncle que Tchicaya U Tam'si aurait pris ce pseudonyme ; son second fils est Sia i Baana (le père et ses enfants) Calviin Tchicaya.
Pierre Tchicaya de Boaempire est mort à la suite d'un accident de la circulation le 14 octobre 1964 sur la route de Diosso, de retour d'une campagne d'évangélisation.
Il est l'un des premiers défunts à être inhumé au cimetière de Mongo Kamba, après que la municipalité de Pointe-Noire ait interdit, en 1963, toute inhumation au cimetière de Mvoumvou ouvert depuis 1939.

## Hommages
Un collège d'enseignement général (CEG) du quartier Mpaka, dans le sixième arrondissement de Pointe-Noire, Ngoyo, porte son nom,.
Le 21 février 2002, lors de la journée internationale de la langue maternelle, l'UNESCO, par l'intermédiaire de l'ITI[Quoi ?], lance le prix Pierre Tchicaya de Boaempire pour la promotion des langues loango.
Le diplôme d'excellence a été attribué à Joseph Tchiamas pour son poême écrit en langue Vili Luzala Lu Mueka Ku sukule ve Busu.

## Œuvres
Pierre Tchicaya de Boaempire a traduit en langue vili la Bible, la Congolaise, hymne national congolais, et la Marseillaise, hymne national français.